# Hälsinglands runinskrifter 20
Hälsinglands runinskrifter 20 är runsten från Ljusdals kyrkogård i Hälsingland. Runstenen hittades när en grav grävdes på kyrkogården den 16 augusti 1886, den bestod då av fyra fragment. Den uppmärksammades av kapten Vilhelm Engelke och förvarades av kronofogden Per Söderman. När arkeologen Gustaf Hallström besökte Ljusdal 1929 var stenarna spårlöst försvunna. En teckning av fragmenten, utförd av Vilhelm Engelke, återfanns av Magnus Källström 2011.

## Inskriften
Runsvenska:  (a)ruaR…smuau…-si(R)sun : (a) …(u)kr : inta…
Nusvenska: " ...son..." eller "Roar... ...son..."

## Tolkningar
Inskriften är svårtolkad. Det beror på att  inskriften – liksom många andra av Hälsinglands runinskrifter – haft ett mer ovanligt innehåll, och när bara brottstycken återstår är det inte så lätt att rekonstruera texten. Om man tolkar de runor som ser ut som a-runor som h-runor av s.k. kortkvisttyp då skulle inskriften ha kunnat inledas med hruaR, vilket kan vara mansnamnet Roar.